# قانون الالتزامات
قانون الالتزامات هو أحد فروع القانون الخاص ضمن النظم القانونية التي تتبع التقليد الروماني الجرماني المتعلق بالالتزامات. يهتم قانون الالتزامات بمراقبة نشوء الالتزام الذي ينتج عنه آثار قانونية، مما يساهم في ضمان أمن المعاملات وظهور سوق مستقرة.
الالتزام هو رابطة قانونية بين شخصين يلتزم بموجبها أحدهما (المدين) تجاه الآخر (الدائن) بتنفيذ ما التزم به. ويعد العقد المصدر الرئيسي للالتزامات. وهناك مصادر أخرى منها على وجه الخصوص الاثراء بلا سبب والمسؤولية المدنية.

### تعريف الالتزام
الالتزام هو رابطة قانونية تجمع بين شخصين أو أكثر، يتعهد بموجبها شخص تجاه شخص آخر بالقيام بعمل (أو عدم القيام به) أو بإعطاء شيء (بمعنى : نقل ملكية شيء).
أطراف الالتزام:
- دائن، صاحب الحق في المطالبة بالدين.
- مدين، يجب عليه الوفاء بالدين.

### تصنيف الالتزامات
يصنف القانون والفقه الالتزامات حسب طبيعتها ومصدرها وموضوعها. عمومًا تستلزم هذه الفروق اختلافات في كيفية تنظيمها.

#### تصنيفها حسب طبيعتها
تُقسم الالتزامات حسب طبيعتها والآثار المترتبة عليها إلى:
- الالتزامات الأخلاقية التي لا تعتبر التزامات قانونية؛
- الالتزامات الطبيعية ملزمة أخلاقيًا، لكن لا يمكن فرضها قضائيا؛
- الالتزامات المدنية ملزمة قانونًا ويمكن تنفيذها بالقوة.

غير أن الالتزام الطبيعي يمكن أن يصبح التزاما مدنيا بإرادة الدائن.

#### تصنيفها حسب مصدرها
وتصنف الالتزامات أيضا حسب مصدرها، حيث يميز الفقه بين:
- الالتزامات الناشئة عن تصرف قانوني، وهو كل مظهر من مظاهر الإرادة يكون الغرض منه إحداث آثار قانونية؛
- الالتزامات الناتجة عن واقعة قانونية، وهي كل واقعة يمكن أن ينتج عنها آثارًا قانونية، خارجة عن إرادة الأطراف.

#### تصنيفها حسب موضوعها
يمكن تصنيف الالتزامات حسب موضوع التزام المدين إلى:
- الالتزام بإعطاء شيء يكون هدفه نقل ملكية شيء ما (منزل مثلا)؛
- الالتزام بالقيام بعمل وهو الذي يتطلب من المدين القيام بعمل إيجابي. وبعبارة أخرى، فإنها تؤدي إلى التزام المدين بأداء خدمة للدائن. على سبيل المثال، تلتزم شركات النقل بنقل الأشخاص مقابل دفع ثمن التذاكر؛
- الالتزام بعدم القيام بعمل وهو الذي يتطلب من المدين عدم القيام بعمل سلبي، وبعبارة أخرى يلتزم المدين بالامتناع عن القيام بشيء ما، كما هو الحال على سبيل المثال في شروط عدم المنافسة.

#### تصنيفها حسب الغرض منها
عادة ما يميز الفقه والقضاء بين الالتزام بوسيلة والالتزام بنتيجة.
إن الالتزام بوسيلة ويسمى أحيانًا التزام ببذل عناية يقتضي من المدين أن يبذل قصارى جهده لأداء الخدمة الموعودة، أو تحقيق النتيجة المتوقعة، دون أن يضمنها. ولذلك لا يمكن تحميل المدين المسؤولية عن عدم رضا الدائن بسبب الظروف الطارئة. على سبيل المثال، يتحمل الطبيب التزام بوسيلة تجاه مريضه: فمن واجبه أن يفعل كل ما هو ممكن لعلاجه، ولكن لا يمكن تحميله مسؤولية الفشل العلاجي (إلا في حالة وجود خطأ من جانبه).
وعلى العكس من ذلك، يتطلب الالتزام بنتيجة الذي يسمى أحيانًا بالالتزام بغاية أن يحقق المدين نتيجة معينة، تحت طائلة المسؤولية. سيؤدي غياب النتيجة بالضرورة إلى المسؤولية التعاقدية للمدين، إلا في حالات القوة القاهرة. ومن ثم فإن نتيجة التزام الناقل هي نقل الأشخاص أو البضائع. أي تأخير، أو ضرر يلحق بالأشخاص أو البضائع المنقولة سيؤدي إلى المسؤولية التعاقدية للناقل.

### وصلات خارجية
- تاريخ قانون الالتزامات نسخة محفوظة 9 سبتمبر 2006 على موقع واي باك مشين.
- TousDroits.fr - قانون الالتزامات في الممارسة العملية نسخة محفوظة 29 أغسطس 2018 على موقع واي باك مشين.